# Seda ing Krapyak
El panembahan (honorable señor) Seda ing Krapyak fue soberano del reino de Mataram desde, seguramente, el año 1601, hasta el 1613. Hijo del también soberano Panembahan Senopati ing Alaga, la documentación sobre su reinado es más claro que la del de su padre.

## Época de rebeliones
En 1602 tuvo que enfrentar un alzamiento liderado por su medio hermano el pangeran (príncipe) Puger, que había sido nombrado gobernador de Demak. La rebelión no pudo sofocarse hasta 1605. Las crónicas javanesas aseguran que fue enviado como estudiante religioso (santri) a la ciudad sagrada de Kudus. En algún momento entre los años 1607 y 1608 Seda Ingkrapyak enfrentó una segunda rebelión de otro medio hermano, que también fue infructuosa. En torno a 1608 se rebeló Kediri, nuevamente sin éxito.

## Guerra contra Surabaya
Mataram se enfrentó durante el reinado de Seda Ingkrapyak a Surabaya, un poderoso Estado javanés de gran riqueza comercial. En 1610 el rey ordenó ataques anuales sobre Surabaya, que en 1613 destruyeron las cosechas de arroz, lo que puso en grave riesgo la economía de Surabaya. De esta época datan los primeros contactos entre los reyes de Mataram y la Compañía Neerlandesa de las Indias Orientales (VOC). En 1613 Seda ing Krapyak envió una embajada para firmar una alianza con la VOC, logrando que ésta estableciera un puesto comercial en un puerto de Mataram, aunque mantuvo también, contra los deseos del rey, un puesto en un puerto de Surabaya.
Ese año Krapyak murió, siendo sucedido por su hijo Agung, que es recordado como el más destacado soberano de Mataram.
| Predecesor: Senopati Ingalaga | Panembahan (honorable señor) de Mataram c. 1601 - 1613 | Sucesor: Agung |